# گرگ لوه
گرگ لوه (متولد کلرادو) کوهنورد برجسته، عکاس، نامزد دریافت جایزهٔ اسکار در عکاسی سینما و موسس لوه آلپاین است.
او لوه آلپاین را در سال ۱۹۶۷ در کلرادو تأسیس کرد. در کنار تولید کوله‌پشتی، لوه پیشگام در تولید تجهیزات سنگنوردی و توسعهٔ بعضی از اولین ابزارهای میانی است.